# 多田勤
多田 勤（ただ つとむ、1959年 - )　は　日本の実業家。岡山県倉敷市出身
株式会社サノテック代表取締役社長。サノヤスホールディングス（株）常務執行役員。

## 人物・経歴
- 1982年3月 - 岐阜経済大学（現在の岐阜協立大学）経済学部卒業
- 1882年4月 - 佐野安船槃（現在のサノヤス・ライド）入社
- 2016年4月 - サノヤスホールディングス執行役員
- 2017年4月 - 株式会社サノテック代表取締役社長就任[1]
- 2020年4月 - サノヤスホールディングス常務執行役員
- 2020年4月 - サノヤス造船常務取締役[2]
- 2020年4月 - サノヤスMTG常務取締役
- 2020年6月 - サノヤスホールディングス取締役常務執行役員